# WSMH
WSMH（チャンネル66、「Fox 66」として放送上でブランド化）は、アメリカ・ミシガン州フリントに認可されたテレビ局で、ミシガン州北東部のFOX系列局として機能している。シンクレア・ブロードキャスト・グループが所有しており、サギノーのライセンスを受けたNBC系列のWEYI-TV（チャンネル25、ハワード・スターク・ホールディングスが所有）とベイシティの認可を受けたCW系列局のWBSF（チャンネル46、カニンガム・ブロードキャスティングが所有）に、個別の共有サービス契約（SSA）を通じて特定のサービスを提供している。ただし、カニンガムの株式の大部分は故人グループの創設者であるジュリアン・スミスの家族が所有しているため、シンクレアは事実上、WBSFを所有している。
3つの放送局は、マウント・モリス・タウンシップのウェスト・ピアソン・ロードにあるスタジオを共有していおり（フリントの郵送先住所を使用）、WSMHの送信所は、セントチャールズ近くのアンマン・ロード（ゲイリー・ロードの近く）にある。WSMH用の個別のウェブサイトは無い代わりに、姉妹局WEYI-TVのそれと統合されている。

## 歴史
フリント・ブロードキャスティング・リミテッド・パートナーシップ（Flint Broadcasting Limited Partnership）は、1984年9月27日に割り当てられたコールサイン「WSMH」を使用して放送局を要求した。WSMHは、1985年1月13日に、フレデリック・（フリッツ・）ミルズを総支配人とする独立局として開局した。ミルズは、シカゴのUPIメディア（UPI Media）の全国営業部長を務めていた。同年4月の送信所の火災により、修理が可能になるまで、約1ヶ月間放送を停止した。フリント・ブロードキャスティングは1986年7月までにWSMHをジェラルド・J・ロビンソン（Gerald J. Robinson）に売却した。同年10月9日、チャーターFOX系列局になった。シンクレア・ブロードキャスト・グループは1996年に購入した。
2012年5月15日にシンクレアとFOXの間で締結された新しい5年間の提携契約により、WSMHは少なくとも2017年12月31日までFOXの提携を維持するとあるが、そのFOXの提携は現在も続いている。

## 番組

### シンジケート番組
WSMHのシンジケート番組には、『ジャッジ・ジェリー』、『ザ・ピープルズ・コート』、『ファミリー・フュード』、『ビッグバン★セオリー/ギークなボクらの恋愛法則』、『それいけ! ゴールドバーグ家』などがある。

### ニュース運用
2021年12月の時点で、WSMHは現在、毎週16時間半のローカルで制作されたニュース番組を放送している（平日：3時間、土曜日：30分、日曜日：1時間）。
2002年10月28日、WSMHはニュース部門を立ち上げ、毎日22:00にローカル放送を放送し始めた。『Fox 66 News at 10』と呼ばれ、『ニュースセントラル』ブランドでシンクレアの中央ニュース部門によって支援された。ローカルニュースはWSMHのスタジオから発信され、全国のニュース、天気、スポーツはメリーランド州ハントバレーの『ニュースセントラル』本部から放送された。同局は、シンクレアが所有する『ニュースセントラル』サービスを利用した最初のプロパティであり、ローカルニュース市場に参入したのは初めてのことであった。2006年1月、シンクレアは、視聴率と費用が低いため、『ニュースセントラル』事業を終了する計画を発表した。
4月10日、シンクレアは、CBS系列のWNEM-TVが、WSMHで『TV5 News at 10 on Fox 66』として知られる毎日22:00の番組の制作を開始すると発表した。これは、サギノーのダウンタウンのノース・フランクリン・ストリートにあるWNEMのスタジオから4月24日に放送され始めた。4月21日に放送された最後の『ニュースセントラル』の後、多くの地元のWSMHニュース従業員が解雇された。プレスリリースによると、将来、一部のパーソナリティがWNEMが制作したニュース番組に参加することが予想されていた。これは、5月3日にWNEMニュースチームに加わった元WSMHリポーターのデイビッド・カスターの場合だった。
『ニュースセントラル』最終回では、最後の数分間に過去の番組のクリップが取り上げられた。最後に、スタジオは暗くなり、ジム・キルツナーと彼の上司は最後に去った。WSMHがニュース業務を停止した後も、マーク・E・ハイマンの物議を醸す社説『ザ・ポイント（The Point）』は、WNEMが制作したニュース放送の終了後も放映され続けた。ハイマンは11月30日に解説を終えた。2009年5月1日、10時のニュースタイトルのブランドが変更され、放送は更新されたグラフィックを受けた。毎日22:45に、『スポーツ・エクストラ（Sports Extra）』と呼ばれる15分間のスポーツハイライト番組が放送される。シンクレアが運営するローカルニュース部門が提供し、毎週月曜日に放送される『逃亡者ファイル（Fugitive Files）』と呼ばれる一般的なコーナーもある。WNEMは2010年10月14日にニュース番組を16:9拡張解像度ワイドスクリーンにアップグレードしたが、WSMHのニュース番組は、ワイドスクリーンでニュース番組を受けるための個別のスタジオに最新のマスターコントロール機能がないため、ピラーボックス化された4:3標準定義のままである。
2015年4月27日より、WEYIは、シンクレア所有姉妹局のWSMHの22:00のニュース番組『Fox 66 News at 10』の制作を引き継いだ。4月27日より前に、WNEM-TVは、WSMHとのローカル契約の一環として、WSMHの夕方のニュース番組を制作した。シンクレア・ブロードキャスト・グループが制作した日曜日朝の30分間の調査報道番組『フル・メジャー・ウィズ・シャリル・アットキソン』は、同年10月4日から同チャンネルで開始した。

## 技術情報

### サブチャンネル
デジタル信号は多重化されている。
| チャンネル | ビデオ | アスペクト比 | 略称    | 番組編成           |
| ---------- | ------ | ------------ | ------- | ------------------ |
| 46.3       | 480i   | 16:9         | Charge! | チャージ!          |
| 66.1       | 720p   | 16:9         | FOX66   | メインWSMH番組/FOX |
| 66.2       | 480i   | 4:3          | ANTENNA | アンテナTV         |
| 66.3       | 480i   | 16:9         | COMETTV | コメット           |
| 66.4       | 480i   | 16:9         | STADIUM | スタジアム         |

2006年9月30日、WSMHは二次サブチャンネルでザ・チューブの放送を開始した。
2010年終わりから2011年初めに、所有者のSinclairによる新しい運送契約により、WSMHは、66.2のTheCoolTVと66.3のザ・カントリー・ネットワークという2つのミュージックビデオネットワークをデジタルサブチャンネルに追加した。
2012年8月下旬に、TheCoolTVは、WSMHを含む、チャンネルを伝送する32のシンクレア所有局全てから削除されたが、所属が更新されなかったため、置き換えはなかった。シンクレアは2014年6月に、GetTVを33のテレビ市場に追加する契約に署名し、WSMHは同年7月2日からチャンネル66.2に同チャンネルを追加した。
Zuusは、2015年10月31日にWSMH-DT3でコメットに置き換えられた。同年12月に、GetTVをアンテナTVに置き換えた。

### アナログ-デジタル変換
2009年5月21日に、UHFチャンネル66を介したアナログ信号の通常の番組を終了した。WSMHのデジタル信号は、移行前のUHFチャンネル16に残り、PSIPを使用して、仮想チャンネルを、移行の結果として放送の使用から削除された高帯域UHFチャンネル（52-69）の1つである以前のUHFアナログチャンネル66として表示した。